# Amolops monticola
Amolops monticola es una especie de anfibio anuro del género Amolops de la familia Ranidae originaria de la India, Nepal y Xizang. La IUCN no la considera amenazada.